# Reseta János
Reseta János (Székesfehérvár, 1776. június 8. – Pest, 1862. március 5.) bölcseleti doktor, egyetemi tanár, cenzor.

## Életútja
Polgári szülők gyermeke. Első neveltetését szülői körében nyerte és középiskolai tanulmányait befejezvén, teljesen a tudománynak kívánt élni. A bölcseletet tanulmányozta, annak doktora, majd később a gróf Waldstein fiúk nevelője lett. 1830 augusztusában a pesti egyetemen a német nyelv és irodalom tanárává nevezték ki. Ezen állásában maradt 1849 őszig, amikor nyugalomba vonult és helyére az egyetemi tanár Majer Istvánt választotta. Mint egyetemi tanár egyszersmind királyi könyvvizsgáló volt, mely tisztét amily lelkiismeretesen, éppoly kímélettel teljesítette. Gróf Széchenyi István Politikai programmtöredékek című röpirata tartalmát az ellenzék irányában igen élesnek ítélte és azért azt átallta sajtó alá bocsátani. Erre gr. Széchenyi István 1847. január 16-án ezt írta a cenzornak: "magamra vállalom a felelősséget az Imprimatumért". Reseta gróf Széchenyi István naplója szerint "megpuhult" és a röpirat kiadását megengedte. 1848-ban a szabadság proklamálásakor őt a szilajabb elem megtámadta; azonban tisztességes voltáért nem kisebb embert, mint Petőfi Sándor erélyesen védelmezte, pedig ha valaki, úgy Petőfi elég munkát, fejtörést, gondot okozott neki. Nem alapított családot, hogy annál több időt fordíthasson hazája javára. Horvát Istvánnak közeli barátja volt, aki fia gyámjául is Resetát kérte fel. 1859. június 15-én írta végrendeletét, melyben 26 200 forintot hagyott a Magyar Tudományos Akadémiának, 10 000 forintot a székesfehérvári kórháznak és másik 10 000 forintot a székesfehérvári szemináriumnak. Elhunyt 1862. március 5-én este 10 órakor, örök nyugalomra helyezték 1862. március 7-én pénteken délután a Fiumei úti sírkertben.

## Munkája
- Egész esztendőbeli evangéliumok és azoknak magyarázattyaik Leonhard apát ur után magyarul. Buda, 1821.